# Philothamnus semivariegatus
Espèce
Synonymes
- Chrysopelea capensis Smith, 1837
- Dendrophis semivariegata Smith, 1840
- Ahaetulla irregularis Parenti & Picaglia, 1886

Philothamnus semivariegatus est une espèce de serpents de la famille des Colubridae.

## Répartition
Cette espèce se rencontre en Afrique subsaharienne :
- au Sénégal, au Gambie, au Mali, en Guinée, au Liberia, en Côte d'Ivoire, au Ghana, au Burkina Faso, au Togo, au Bénin, au Nigeria ;
- au Tchad, en Centrafrique, au Cameroun, au Guinée équatoriale, au République du Congo, au République démocratique du Congo ;
- au Soudan, en Éthiopie, en Érythrée, en Somalie, au Kenya, en Tanzanie ;
- en Angola, en Namibie, au Botswana, en Afrique du Sud, au Swaziland, au Mozambique, au Zimbabwe, en Zambie,

## Description
Ce serpent arboricole est vert, adulte il mesure de 90 à 130 cm.

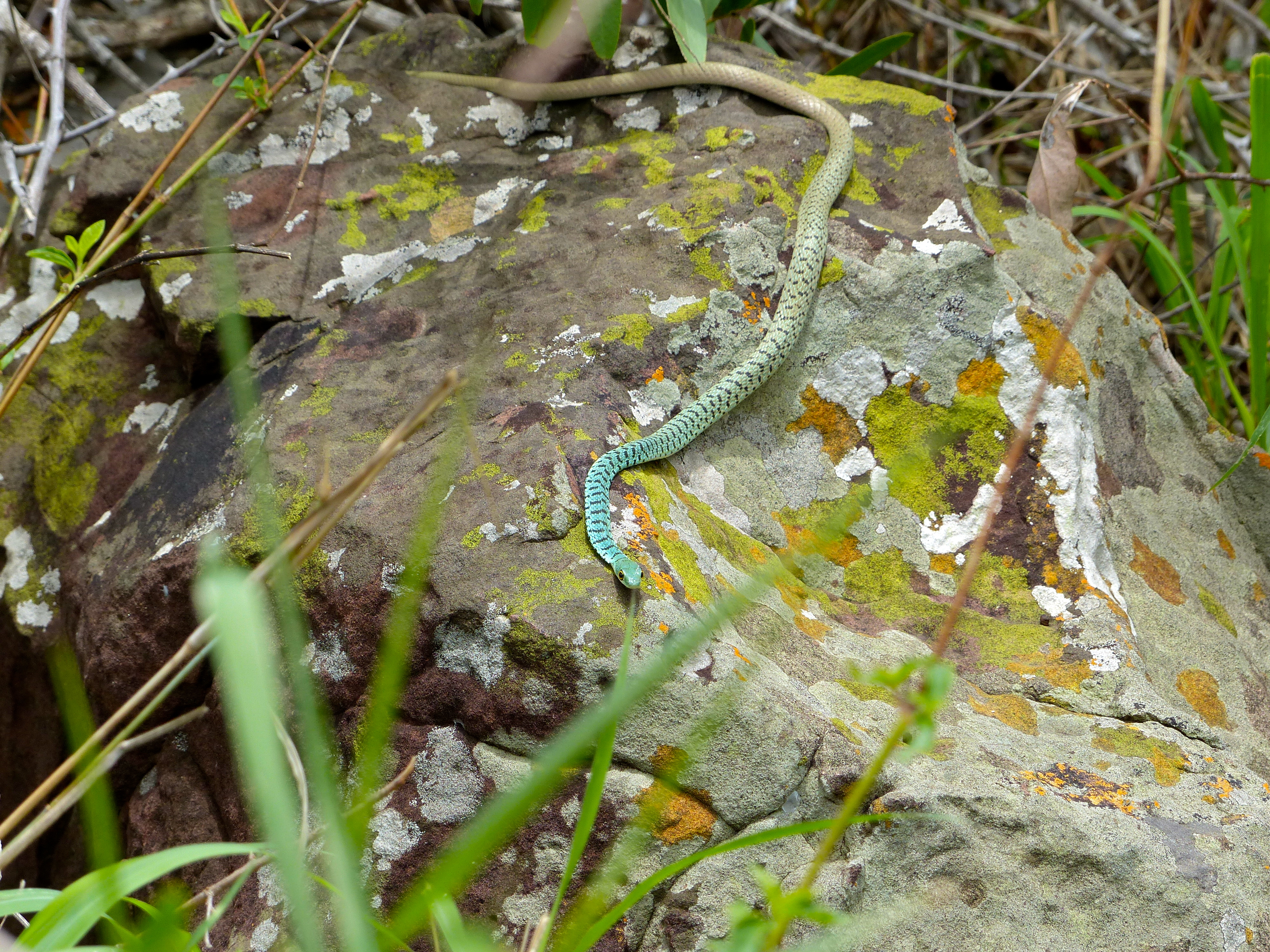
Sur une pierre
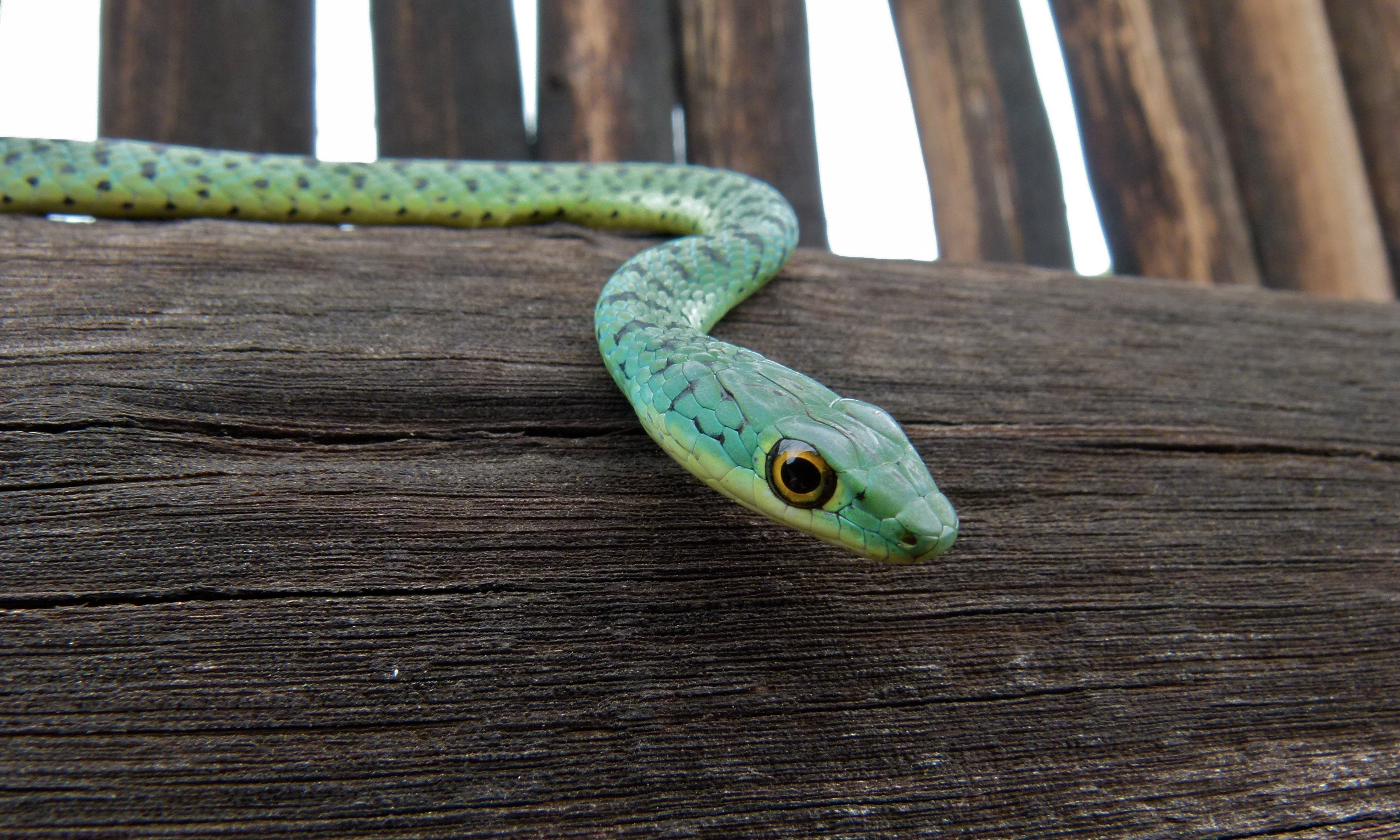
Détail de la tête

## Publication originale
- Smith, 1840 : Illustrations of the Zoology of South Africa, consisting chiefly of Figures and Descriptions of the Objects of Natural History collected during an Expedition into the Interior of South Africa, in the years 1834, 1835, and 1836. Reptilia, Smith, Elder, and Co., London.